# کانتیلاین (اکلاهما)
کانتیلاین (به انگلیسی: Countyline) یک منطقهٔ مسکونی در ایالات متحده آمریکا است که در اکلاهما واقع شده‌است.